# Prix Branch-Rickey

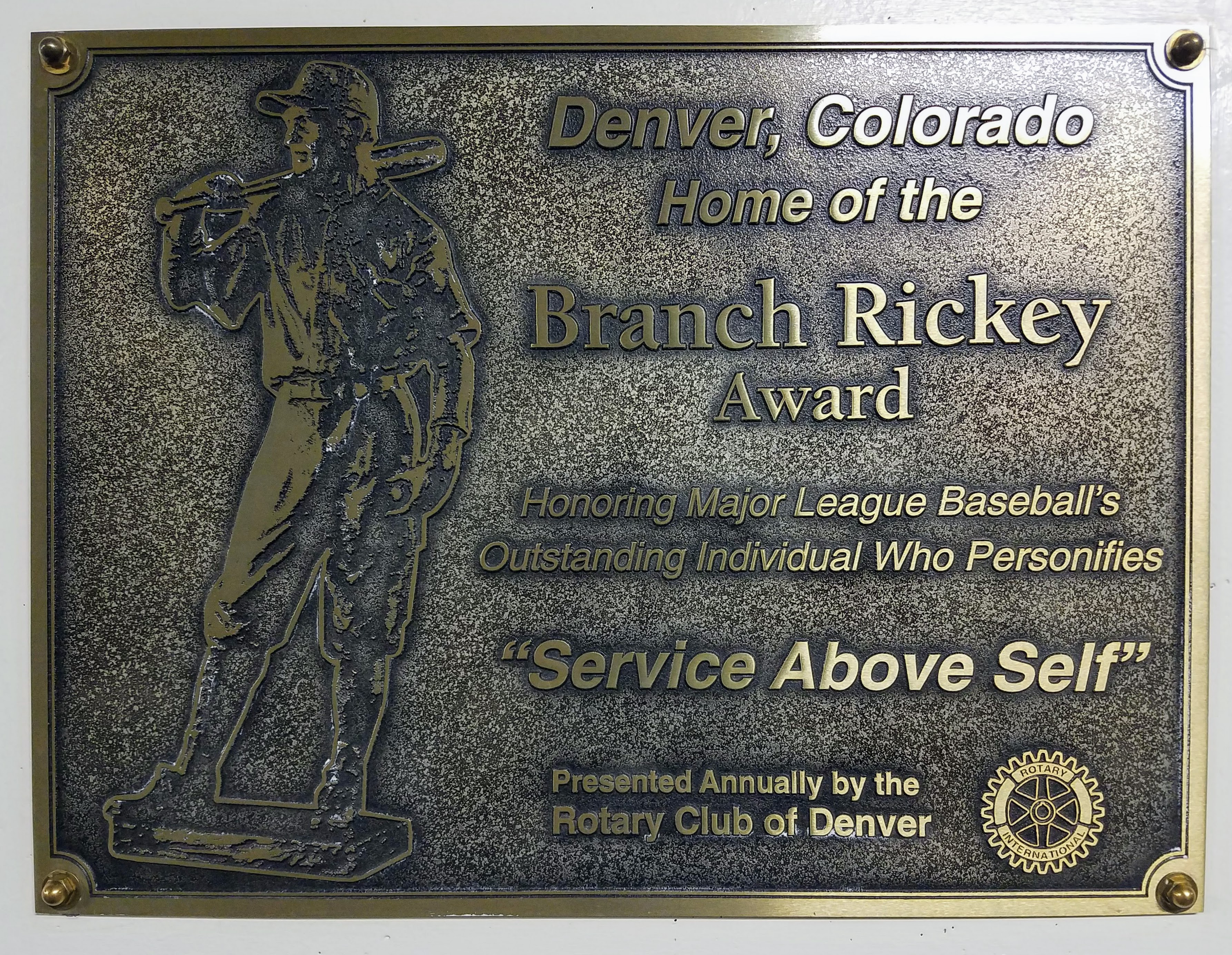
Plaque du prix Branch Rickey à Coors Field.

Le prix Branch-Rickey est une récompense décernée annuellement par la Ligue majeure de baseball pour souligner l'implication d'un individu dans sa communauté. Il a été créé en 1992 et peut être remis à un joueur ou à tout autre individu (entraîneur, propriétaire d'équipe, dépisteur, etc.) associé au baseball majeur.
Le prix est nommé en l'honneur de Branch Rickey, un ancien joueur de baseball surtout connu pour avoir, en tant que dirigeant des Dodgers de Brooklyn, contribué à briser la barrière raciale et facilité l'inclusion d'athlètes Afro-Américains dans les Ligues majeures.

## Critères
Les critères pour déterminer le gagnant du prix Branch Rickey sont :
- Être associé aux Ligues majeures de baseball.
- Être un modèle pour la jeunesse grâce à ses accomplissements sur le terrain et à des standards élevés d'intégrité.
- S'impliquer dans la communauté en accord avec la devise de Rotary International : « Servir d'abord ».

## Gagnants
| Année | Gagnant          | Équipe                          |
| ----- | ---------------- | ------------------------------- |
| 1992  | Dave Winfield    | Blue Jays de Toronto            |
| 1993  | Kirby Puckett    | Twins du Minnesota              |
| 1994  | Ozzie Smith      | Cardinals de Saint-Louis        |
| 1995  | Tony Gwynn       | Padres de San Diego             |
| 1996  | Brett Butler     | Dodgers de Los Angeles          |
| 1997  | Craig Biggio     | Astros de Houston               |
| 1998  | Paul Molitor     | Twins du Minnesota              |
| 1999  | Al Leiter        | Mets de New York                |
| 2000  | Todd Stottlemyre | Diamondbacks de l'Arizona       |
| 2001  | Curt Schilling   | Diamondbacks de l'Arizona       |
| 2002  | Bobby Valentine  | Mets de New York                |
| 2003  | Roland Hemond    | White Sox de Chicago            |
| 2004  | Jamie Moyer      | Mariners de Seattle             |
| 2005  | Luis Gonzalez    | Diamondbacks de l'Arizona       |
| 2006  | Tommy Lasorda    | Dodgers de Los Angeles          |
| 2007  | John Smoltz      | Braves d'Atlanta                |
| 2008  | Trevor Hoffman   | Padres de San Diego             |
| 2009  | Torii Hunter     | Angels de Los Angeles d'Anaheim |
| 2010  | Vernon Wells     | Blue Jays de Toronto            |
| 2011  | Shane Victorino  | Phillies de Philadelphie        |
| 2012  | R. A. Dickey     | Mets de New York                |
| 2013  | Clayton Kershaw  | Dodgers de Los Angeles          |